# Andrea Ehrigová-Mitscherlichová
Andrea Ehrigová-Mitscherlichová (* 1. prosince 1960 Drážďany), rozená Mitscherlichová, provdaná Schöneová a Ehrigová, je bývalá východoněmecká rychlobruslařka.
Na prvních mezinárodních závodech se objevila v roce 1973, v roce 1976, ve svých 15 letech, získala na Zimních olympijských hrách stříbrnou medaili v závodě na 3000 m, na trati 1500 m byla desátá. Svého první a posledního juniorského mistrovství světa se zúčastnila v roce 1979 (9. místo). Na zimní olympiádě 1980 skončila na trati 3000 m čtvrtá, na poloviční distanci šestá. V roce 1982 poprvé startovala na Mistrovství Evropy (6. místo) a na Mistrovství světa ve víceboji, kde získala stříbrnou medaili. Roku 1983 vybojovala na těchto dvou šampionátech zlaté medaile a debutovala na světovém šampionátu ve sprintu (6. místo), z Mistrovství světa ve víceboji 1984 si odvezla stříbro. Na Zimních olympijských hrách 1984 získala stříbrné medaile na tratích 1000 a 1500 m, závod na 3000 m vyhrála. V následujících letech vybojovala na evropských a světových vícebojařských šampionátech několik dalších medailí, na mistrovství světa ve sprintu se umísťovala těsně pod stupni vítězů. V roce 1986 poprvé startovala v premiérovém ročníku Světového poháru, přičemž v této sezóně 1985/1986 vyhrála celkové hodnocení v závodech na 3000/5000 m. Svoji medailovou sbírku završila na Zimních olympijských hrách 1988, kde startovala na všech tratích od 500 do 5000 m a kde získala dvě stříbrné a jednu bronzovou medaili. Po sezóně 1987/1988 ukončila aktivní závodní kariéru.
Byla postupně vdaná za veslaře Ingolfa Schöneho a rychlobruslaře Andrease Ehriga.